# Resolutie 587 Veiligheidsraad Verenigde Naties
Resolutie 587 van de Veiligheidsraad van de Verenigde Naties werd op 23 september 1986 aangenomen. Dit gebeurde met veertien stemmen voor tegen één onthouding van de Verenigde Staten. De Veiligheidsraad veroordeelde de aanvallen op de UNIFIL-vredesmacht in Zuidelijk Libanon en vroeg de partijen in het conflict daar om samen te werken met de vredesmacht.

## Achtergrond
Na de Israëlische inval in Zuidelijk Libanon in 1978, stationeerden de Verenigde Naties de tijdelijke VN-macht UNIFIL in de streek. Die moest er de vrede handhaven totdat de Libanese overheid haar gezag opnieuw kon doen gelden.
In 1982 viel Israël Libanon opnieuw binnen voor een oorlog met de Palestijnse PLO en het ook aanwezige Syrië. De PLO verliet Libanon en in 1985 begon Israël met terugtrekkingen uit het land, maar er vonden geregeld nieuwe aanvallen en invasies plaats. Pas in 2000 zou het zich volledig terugtrekken.

## Inhoud
De Veiligheidsraad:
- Herinnert aan de resoluties 425, 426, 511, 519 en 523 in verband met UNIFIL.
- Herinnert aan het mandaat en richtlijnen van de vredesmacht.
- Herinnert verder aan de resoluties 508, 509 en 520.
- Steunt de eenheid, territoriale integriteit, soevereiniteit en onafhankelijkheid van Libanon.
- Betreurt de doden en is verontwaardigd dat de soldaten van de macht worden lastiggevallen en aangevallen.
- Herinnert in verband hiermee aan de verklaring van de raadsvoorzitter.
- Is bezorgd om de nieuwe belemmeringen van de bewegingsvrijheid en de bedreigingen voor de veiligheid van de macht.
- Betreurt het dat de macht, wier mandaat al 21 keer werd verlengd, haar taak nog niet heeft kunnen vervullen.
- Herinnert aan de resoluties 444, 450, 459, 474, 483 en 488 waarin de raad zijn vastberadenheid om resolutie 425 uit te voeren uitdrukte.
- Is ervan overtuigd dat de achteruitgang van de situatie zijn gezag ondermijnt.

1. Veroordeelt de aanvallen op UNIFIL in Libanon.
2. Is verontwaardigd over de steun die dergelijke criminele daden al zouden krijgen.
3. Huldigt de moed, discipline en kalmte van de soldaten.
4. Neemt nota van het rapport van secretaris-generaal Javier Pérez de Cuéllar na de recente missie van zijn vertegenwoordiger in de regio en vooral de paragrafen over de veiligheid van de vredesmacht en de terugtrekking van Israël uit Zuid-Libanon.
5. Neemt nota van de veiligheidsmaatregelen die de secretaris-generaal nam en vraagt hem verdere maatregelen te nemen om de veiligheid van de troepen te verhogen.
6. Dringt er bij alle partijen op aan samen te werken met de vredesmacht.
7. Roept nog eens op om alle strijdkrachten in Zuid-Libanon die niet door de Libanese overheid worden aanvaard te verwijderen.
8. Vraagt de secretaris-generaal de inzet van de macht aan de zuidgrens van Libanon voor te bereiden en roept alle partijen op hieraan mee te werken.
9. Vraagt de secretaris-generaal binnen de 21 dagen te rapporteren over de toepassing van deze resolutie.

## Verwante resoluties
- Resolutie 467 Veiligheidsraad Verenigde Naties (1980)

Lijst ·  581 ·  582 ·  583 ·  584 ·  585 ·  586 ·  587 ·  588 ·  589 ·  590 ·  591 ·  592 ·  593